# Hungover (альбом)
Hungover   (с англ. — «Похмелье») — дебютный студийный альбом американской кантри-певицы и автора-исполнителя Эллы Лэнгли, вышедший 2 августа 2024 года на лейблах Sawgod/Columbia Records. Диск получил положительные отзывы музыкальных критиков, вошёл в чарты Австралии, Великобритании, Канады и США, а также был включён в списки лучших кантри-альбомов года несколькими изданиями, включая Rolling Stone.

## Об альбоме
Лэнгли стала соавтором всех 14 треков альбома, а продюсером выступил Уилл Банди. Заглавный трек, «Paint the Town Blue», «Nicotine» и «You Look Like You Love Me» были выпущены до выхода альбома в качестве промо-синглов. В преддверии выхода своего дебютного альбома в середине 2024 года уроженка Алабамы и Нэшвилла певица и автор песен Элла Лэнгли попала в чарт кантри-песен Billboard с гостевым местом на песне Камерона Марлоу «Strangers» и снова со своей собственной «You look like you love me» (при участии Райли Грина, Riley Green), песней, которая ознаменовала её первое попадание в Топ-40 в Billboard Hot 100.
Последний, дуэт с Райли Грином, стал первым попаданием Лэнгли в Billboard Hot 100, дебютировав на 53 месте, а 5 августа 2024 года был выпущен в качестве дебютного сингла на радио кантри.
Лэнгли продвигала альбом своим первым хедлайнерским туром The Hungover Tour, начавшимся 15 августа 2024 года.
Делюксовое переиздание альбома под названием Still Hungover было выпущено 1 ноября 2024 года. Песня «Weren’t for the Wind» была выпущена в качестве первого сингла с переиздания и второго в целом, сразу же попав в эфир кантри-радиостанций в первую неделю 2025 года.

## Отзывы
| Оценки критиков | Оценки критиков |
| Источник        | Оценка          |
| --------------- | --------------- |
| AllMusic        | [ 3 ]           |

Альбом получил положительные отзывы музыкальных критиков и интернет-изданий, а также был включён в списки лучших кантри-альбомов года несколькими изданиями, включая Rolling Stone.
Марси Донельсон из AllMusic отметил, что Hungover состоит из «…смеси раздражительных и искренних жалоб на то, что все испортилось, что все сделали не так, что не повезло, не повезло и не повезло. Также в меню напитков есть „closest to heaven (Ближе всего к небесам)“, пронзительная баллада, которая поражает своей глубокой романтической привязанностью — свидетелем которой был Лэнгли, но не участвовал в ней. Солидный и уверенный в себе дебютный альбом Hungover попал в верхнюю половину Billboard 200».

### Итоговые списки критиков
| Публикация       | Ранг | Список                             | Ссылка |
| ---------------- | ---- | ---------------------------------- | ------ |
| Holler           | 8    | The 25 Best Country Albums of 2024 | [ 9 ]  |
| Rolling Stone    | 20   | The 30 Best Country Albums of 2024 | [ 10 ] |
| Taste of Country | 8    | The 10 Best Country Albums of 2024 | [ 11 ] |

## Список композиций
| №                   | Название                                              | Автор(ы)                                        | Длительность |
| ------------------- | ----------------------------------------------------- | ----------------------------------------------- | ------------ |
| 1.                  | «Hungover»                                            | Ella Langley Josh Kear Chris Tompkins           | 3:18         |
| 2.                  | «I Blame the Bar»                                     | Langley Chris LaCorte Meg McCree Joybeth Taylor | 2:57         |
| 3.                  | «You Look Like You Love Me» (при участии Riley Green) | Langley Riley Green Aaron Ratiere               | 3:44         |
| 4.                  | «Nicotine»                                            | Langley Zachary Kale Jon Nite Taylor            | 3:36         |
| 5.                  | «Love You Tonight»                                    | Langley Will Bundy Lydia Vaughan                | 2:53         |
| 6.                  | «Better Be Tough»                                     | Langley Bundy Erik Dylan Brett James            | 3:06         |
| 7.                  | «Paint the Town Blue»                                 | Langley Rhett Akins Bundy Travis Wood           | 3:05         |
| 8.                  | «Cowboy Friends»                                      | Langley Austin Goodloe Taylor Vaughan           | 2:58         |
| 9.                  | «Girl Who Drank Wine»                                 | Langley Johnny Clawson Taylor                   | 3:46         |
| 10.                 | «Monsters»                                            | Langley Taylor Tristyn Wolkonowski              | 3:02         |
| 11.                 | «People Change»                                       | Langley Goodloe Taylor Laura Veltz              | 3:22         |
| 12.                 | «Closest to Heaven»                                   | Langley Smith Ahnquist Clawson                  | 3:10         |
| 13.                 | «Cowgirl Don't Cry» (acoustic)                        | Langley Jordan Fletcher                         | 3:07         |
| 14.                 | «Broken In» (acoustic)                                | Langley Ian Christian Fletcher                  | 2:58         |
| Общая длительность: | Общая длительность:                                   | Общая длительность:                             | 45:08        |

| №                   | Название                           | Автор(ы)                            | Длительность |
| ------------------- | ---------------------------------- | ----------------------------------- | ------------ |
| 15.                 | «Girl You're Taking Home»          | Langley Kale Nite Taylor            | 3:04         |
| 16.                 | «Weren't for the Wind»             | Langley Clawson Taylor              | 3:13         |
| 17.                 | «20-20»                            | Langley Clawson Kale Jordan Schmidt | 3:15         |
| 18.                 | «Made It Out of Mexico» (acoustic) | Langley Natalie Hemby Taylor        | 3:10         |
| 19.                 | «Monologue»                        | Langley Heather Langley             | 0:39         |
| Общая длительность: | Общая длительность:                | Общая длительность:                 | 58:31        |

## Позиции в чартах
| Чарт (2024)                              | Высшая позиция |
| ---------------------------------------- | -------------- |
| Австралия Country Albums (ARIA)          | 17             |
| Канада Canadian Albums (Billboard)       | 49             |
| Великобритания (UK Digital Albums Chart) | 9              |
| Великобритания (UK Country Albums Chart) | 12             |
| США (Billboard 200)                      | 49             |
| США (Top Country Albums Billboard)       | 11             |

| Чарт (2024)                         | Позиция |
| ----------------------------------- | ------- |
| США (Top Country Albums, Billboard) | 70      |